# Tensor de curvatura de Riemann

Uma ilustração da motivação da curvatura de Riemann em uma variedade tipo-espera. O fato desse transporte poder definir dois vetores diferentes no ponto inicial dá origem ao tensor de curvatura de Riemann. O símbolo de ângulo reto denota que o produto interno (dado pelo tensor métrico) entre vetores transportados (ou vetores tangentes das curvas) é 0.

Em geometria diferencial, tensor de curvatura é uma das noções métricas mais importantes. Um tensor de curvatura é uma generalização da curvatura de Gauss em dimensões mais altas (dois exemplos disto são o tensor de Riemann que se desenvolve neste artigo e o tensor de Ricci).
A geometria infinitesimal das variedades de Riemann com dimensão ≥ 3 é demasiado complicada para ser descrita totalmente por um número em um ponto dado (tal como sucede quando a dimensão é menor ou igual a 2). Assim em 2 dimensões a curvatura pode ser representada por um número escalar (ou tensor de ordem zero), em 3 dimensões a curvatura pode ser representada por um tensor de segunda ordem (como por exemplo o tensor de Ricci). Entretanto para dimensões totalmente gerais se necessita ao menos um tensor de quarta ordem (como o tensor de Riemann). Foi Riemann quem introduziu uma maneira de descrever completamente a curvatura em qualquer número de dimensões mediante um "pequeno monstro" de tensor, chamado tensor de Riemann.

## Descrição

### Definição geral
Seja {\displaystyle M} uma variedade diferenciável dotada de uma conexão {\displaystyle \nabla }, definida em um ponto {\displaystyle p} da variedade. O tensor de Riemann é o campo tensorial {\displaystyle R} de tipo (1,3) que satisfaz a igualdade
{\displaystyle R(X,Y)Z=\nabla _{X}\nabla _{Y}Z-\nabla _{Y}\nabla _{X}Z-\nabla _{[X,Y]}Z},
em que {\displaystyle X,Y,Z} são campos vetoriais em {\displaystyle M_{p}}, sendo {\displaystyle [X,Y]} o colchete de Lie dos campos vetoriais. {\displaystyle R(X,Y)Z} é linear em {\displaystyle X,Y,Z}, de modo que o valor de {\displaystyle R(X,Y)Z} em {\displaystyle p} só depende dos valores de {\displaystyle X,Y} e {\displaystyle Z} em {\displaystyle p}. É importante destacar que o tensor de Riemann é algumas vezes representado pelo sinal oposto.
O teorema de Schwarz afirma que no espaço euclidiano as derivadas parciais comutam: este fato não é verdade em uma variedade com conexão arbitrária, e o tensor de Riemann leva isso em consideração. Então, é possível interpretar o tensor de curvatura de Riemann como o modo de medir o quanto a variedade {\displaystyle M} difere de um espaço euclidiano, ou de um espaço de Minkowski no contexto da relatividade. Logo, um espaço é dito plano quando o tensor de Riemann é zero.
Considerando um sistema de coordenadas {\displaystyle \{x^{i}\}}, em que {\displaystyle X=\partial /\partial x^{i}} e {\displaystyle Y=\partial /\partial x^{j}}. Então, {\displaystyle [X,Y]=0} e portanto a fórmula simplifica como 
{\displaystyle R(X,Y)Z=\nabla _{X}\nabla _{X}Z-\nabla _{Y}\nabla _{X}Z},
ou seja, neste caso o tensor de curvatura mede a não-comutatividade da derivada covariante.

### Expressão em coordenadas
Considerando a base coordenada {\displaystyle \{\mathbf {e} _{\mu }\}} e sua correspondente dual {\displaystyle \{\mathrm {d} x^{\kappa }\}}, o tensor de Riemann pode ser expresso como
{\displaystyle {R^{\kappa }}_{\lambda \mu \nu }=\left\langle \mathrm {d} x^{\kappa },R\left(\mathbf {e} _{\mu },\mathbf {e} _{v}\right)\mathbf {e} _{\lambda }\right\rangle =\left\langle \mathrm {d} x^{\kappa },\nabla _{\mu }\nabla _{\nu }\mathbf {e} _{\lambda }-\nabla _{\nu }\nabla _{\mu }\mathbf {e} _{\lambda }\right\rangle },
em que {\displaystyle \langle .,.\rangle } representa o produto interno.
Deste modo, a expressão pode ser representada em termos de coordenadas usando os símbolos de Christoffel. Valendo-se da convenção do somatório de Einstein, pode-se representá-lo como
{\displaystyle {R^{\kappa }}_{\lambda \mu \nu }={\partial _{\mu }{\Gamma ^{\kappa }}_{\nu \lambda }}-{\partial _{\nu }{\Gamma ^{\kappa }}_{\mu \lambda }}+{\Gamma ^{\eta }}_{\nu \lambda }{\Gamma ^{\kappa }}_{\mu \eta }-{\Gamma ^{\eta }}_{\mu \lambda }{\Gamma ^{\kappa }}_{\nu \eta }},
sendo {\displaystyle \nabla _{v}\mathbf {e} _{\lambda }={\Gamma ^{\eta }}_{\nu \lambda }\mathbf {e} _{\eta }}.

### Comutadores e índices
Dado um quadrivetor genérico {\displaystyle A}, o tensor de Riemann surge da comutação da derivada covariante segunda desse quadrivetor, ou seja,
{\displaystyle [\nabla _{\mu },\nabla _{\nu }]A^{\rho }=\nabla _{\mu }\nabla _{\nu }A^{\rho }-\nabla _{\nu }\nabla _{\mu }A^{\rho }={R^{\rho }}_{\sigma \mu \nu }A^{\sigma }-{T^{\lambda }}_{\mu \nu }\nabla _{\lambda }A^{\rho }},
no qual {\displaystyle {T^{\lambda }}_{\mu \nu }} é o tensor de torção.
Considerando o caso em que não há torção, isto é,
{\displaystyle [\nabla _{\mu },\nabla _{\nu }]A^{\rho }={R^{\rho }}_{\sigma \mu \nu }A^{\sigma }},
o tensor de Riemann expressa a diferença medida da curvatura da variedade {\displaystyle M} quando o vetor {\displaystyle A} é transportado do ponto {\displaystyle p} para um ponto {\displaystyle q}, primeiramente ao longo de uma congruência, e depois seguindo outra congruência, ou vice-versa.

### Versão covariante
O tensor métrico covariante {\displaystyle g_{\rho \zeta }} pode se usado para abaixar um índice do tensor de Riemann, assim como o tensor contravariante {\displaystyle g^{\rho \zeta }} pode levantar um índice. Assim, a versão completamente covariante do tensor de curvatura do tipo (0,4) é dada por
{\displaystyle R_{\rho \sigma \mu \nu }=g_{\rho \zeta }{R^{\zeta }}_{\sigma \mu \nu }.}

## Propriedades

### Simetrias algébricas
O tensor de Riemann é antissimétrico nos dois últimos índices, ou seja,
{\displaystyle {R^{\rho }}_{\sigma \mu \nu }=-{R^{\rho }}_{\sigma \nu \mu }},
{\displaystyle R_{\rho \sigma \mu \nu }=-R_{\rho \sigma \nu \mu }}.
Na sua forma completamente covariante, o tensor de Riemann é antissimétrico em relação à troca dos dois primeiros índices, isto é,
{\displaystyle R_{\rho \sigma \mu \nu }=-R_{\sigma \rho \mu \nu }},
e é simétrico em relação à troca do primeiro par de índices com o segundo:
{\displaystyle R_{\rho \sigma \mu \nu }=R_{\mu \nu \rho \sigma }}.

### Primeira identidade de Bianchi
Na ausência de torção, temos:
{\displaystyle R_{\rho \sigma \mu \nu }+R_{\rho \nu \sigma \mu }+R_{\rho \mu \nu \sigma }=0}.
Esta relação também pode ser escrita mais como
{\displaystyle R_{\rho [\sigma \mu \nu ]}=0},
em que {\displaystyle [\sigma \mu \nu ]} indica uma antissimetrização nos índices. Assim, deve-se efetuar uma soma sobre todas as permutações dos três últimos índices, com um sinal correspondente à paridade da permutação. Resultando em 6 termos, mas que podem ser acoplados em virtude das propriedades algébricas descritas acima.

### Componentes independentes
Embora o tensor de Riemann tenha {\displaystyle n^{4}} componentes, em que {\displaystyle n} é a dimensão da variedade sobre qual o tensor é definido, as relações descritas anteriormente reduzem este número a {\displaystyle {\frac {1}{12}}n^{2}(n^{2}-1)} componentes independentes. Para duas, três e quatro dimensões, o número de componentes independentes é respectivamente 1, 6 e 20.

### Segunda identidade de Bianchi
A segunda identidade de Bianchi é parecida com a primeira, mas leva em consideração a derivada covariante do tensor de Riemann. Na ausência de torção, a identidade possui a seguinte forma:
{\displaystyle \nabla _{\lambda }R_{\rho \sigma \mu \nu }+\nabla _{\rho }R_{\sigma \lambda \mu \nu }+\nabla _{\sigma }R_{\lambda \rho \mu \nu }=0}.
Essa igualdade pode ser escrita de forma mais concisa como
{\displaystyle \nabla _{[\lambda }R_{\rho \sigma ]\mu \nu }=0}.

## Tensor de curvatura de Ricci
O tensor de curvatura de Ricci é a contração do primeiro e terceiro índice do tensor de Riemann.
{\displaystyle \underbrace {\operatorname {R} _{ab}} _{\text{Ricci}}\equiv \underbrace {\operatorname {R} ^{c}{}_{acb}} _{\text{Riemann}}=g^{cd}\underbrace {\operatorname {R} _{cadb}} _{\text{Riemann}}}